# الميدان الأحمر

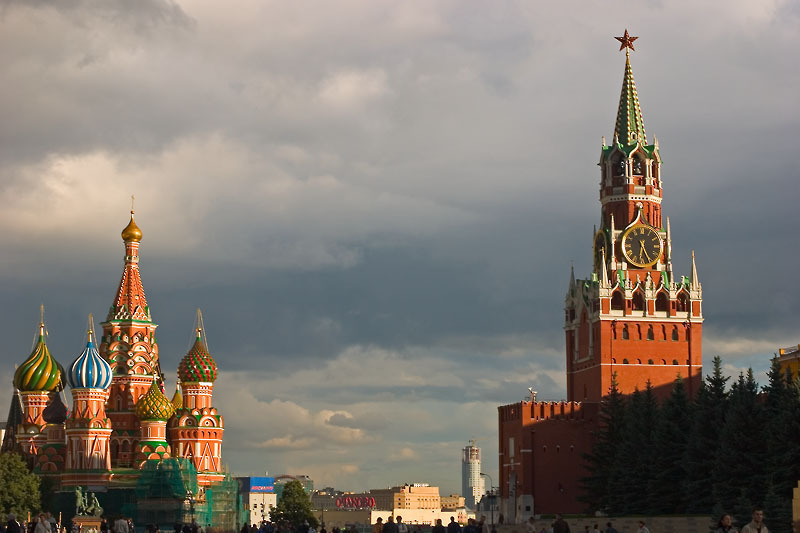
الميدان الأحمر: برج الكرملين (على اليمين) وكاتدرائية القديس باسيل (على اليسار)

الساحة الحمراء أو الميدان الأحمر (بالروسيّة :Красная площадь كراسنيا بلوشاد) هي الساحة الأكثر شهرة في موسكو وهي على شكل مربع يفصل الكرملين، القلعة الملكيّة السّابقة والمقر الرسمي لرئيس روسيا حاليًا، من ربع تجاري تاريخي معروف بكيتاي-جورود. بينما تشعّ شوارع موسكو الرئيسية من هنا في جميع الاتجاهات وإلى الطرق السريعة الرّئيسيّة خارج المدينة، الميدان الأحمر يُعْتَبَر في كثير من الأحيان الميدان المركزي لموسكو وكلّ روسيا.

## الأصل والاسم

### البدايات
التاريخ الغني للميدان الأحمر يتجلى في صور كثيرة، متضمنا صورا من قبل فاسيلي سريكوف وقنسطنطين يوون وآخرين. الأرض الّتي حُدِّدَ عليها الميدان الأحمر غُطيت أصلا بالمباني الخشبية لكنّ أزيلت من قبل إيفان الثالث لدى مرسوم في 1493،إذ كانت تلك المباني عرضةً بخطورة للحرائق. المنطقة المفتتحة حديثًا (مكان ً معروف بـكبوزهار، أو بالي) تدريجيًا جاءت للخدمة كسوق موسكو الرّئيسيّ. فيما بعد، كان تستخدم للمراسم والإعلانات العامّة المختلفة أيضًا، وأحيانًا كموقع حفل التّتويج لقياصرة روسيا.

### أصل التسمية
اسم الميدان الأحمر لم يشتق لا من لون الطوب حوله ولا من الرابطة بين اللون الأحمر والشيوعية. يعتقد أن التسمية تعود إلى كون الكلمة الروسية كراسنيا يمكن أن يعني إما أحمر أو جميل (المعنى الثاني قديم). كانت الكلمة تطبّق أصلاً (بـمعنى "جميل") على كاتدرائيّة القدّيس باسل ونُقِلَت لاحقًا إلى الميدان المجاور. يُعتقد أن الميدان حصل على اسمه الحاليّ في القرن السّابع عشر. عدة بلدات روسية قديمة، مثل سزدال ويليتس وبيريسلافل-زاليسكاي، لديها ميادين رئيسية تسمى كراسنيا بلوشتشاد في حين سمي الميدان الأحمر لموسكو، أو لأنّ اييفان الرابع اقام فيها مذبحة عظيمة بسبب وفاة زوجتة ولذلك سُمِّيت الميدان الأحمر.

## التّاريخ الحديث
أثناء العهد السوفياتي، حافظ الميدان الأحمر على مغزاه، وأصبح الميدان الرئيسي في حياة الدولة الجديدة. بالإضافة إلى كونه المقر الرسمي للحكومة السوفييتية كان مشهورًا كـمسرح للعروض العسكريّة. كاتدرائيّة كازان والكنيسة الصّغيرة لإيفيرسكيا ببوّابات القيام دُمِّرَتَا لإتاحة المكان للمركبات العسكريّة الثّقيلة لتقاد على الميدان (كلتاهما أُعِيدَ بناؤهما فيما بعد سقوط الاتحاد السوفياتي).
يعتقد أنّ لازار كاجانوفيتش، مساعد ستالين ومدير خطة إعادة بناء موسكو، أعدّ نموذجًا خاصًا للميدان الأحمر يمكن فيه أن تزَال الكاتدرائيّة، وأحضره لستالين للإظهار كيف كانت الكاتدرائيّة عقبةً للمواكب والمرور، لكن ستالين اعترض على المشروع.
اثنان من أكبر العروض العسكرية على الميدان الأحمر اللذان في عام 1941، عندما حُوصرَت المدينة من قبل الألمان، حينها كنت القوات الروسية تمر عبر الميدان الأحمر متجهة إلى الجبهات، وموكب النصر في عام 1945، عندما أُلْقيت رايات الجيوش النازية المهزومة على قدم ضريح لنين.
في 28 مايو، 1987، قام الطيار الألمانيّ ماثياس روست بانزال طائرة صغيرة قرب كاتدرائية ست باسل بجوار الميدان الأحمر مما سبب أزة حولة مدى نجاعة المخابرات والدفاعات السوفياتية في التصدي للأخطار الخارجية .
في عام 1990، الكرملين والميدان الأحمر كانا بين المواقع الأولى في الاتحاد السوفياتي المدرجة ضمن قائمة التراث العالميّة لليونسكو.
في السّنوات الأخيرة خدم الميدان الأحمر قد كمكان لتنظيم الحفلات الموسيقيّة البارزة. شكيرا وبول مكارتني وبينك فلويد وديانا لاريونوف ومشاهير آخرون كثيرون عملوا هناك.
احتفالا بالعام الجديد 2006 و 2007،أُنشئَ مكان تزحلق على الميدان الأحمر. أداء بول مكارتني هناك كان لحظة تاريخية للكثير، فقد حُظر فريق البيتليز في الاتّحاد السوفيتي، ومنعت أيّ عروض حيّة هناك لأي من البيتليز، الاتّحاد السوفيتي أيضًا حظر مبيعات سجلّات البيتليز، وهذه كانت أوّل مرّة ينظم فيها أحد أعضاء الفرقة عرضا في روسيا.
في يناير 2008، أعلنت روسيا أنها ستستأنف استعراض المركبات العسكرية على الميدان الأحمر، بالرغم من أن العودة الأخيرة لبوابة إيفيرسكي عقدت هذا، بإغلاق أحد اتّحاد العمّال العرب الممرّات الحاليّة بطول المتحف التّاريخي للمركبات الثقيلة.
في مايو 2008، أجرت روسيا عرض يوم النصر السنوي الخاص بها، الذي يوافق الذكرى السّنوية لهزيمة ألمانيا النازية ال63 في الحرب العالميّة الثّانية.و للمرة الأولى منذ انهيار الإتحاد السوفياتي في عام 1991 استعرضت المركبات العسكرية الروسية على الميدان.

## المناظر
كلّ مبنى في الميدان الأحمر أسطورة في حد ذاتها. إحداها ضريح لينين، حيث تُعْرض الجثة المحنطة لفلاديمير إيليتش لينين مؤسّس الاتحاد السوفيتيّ، بالجوار كاتدرائية باسل القدّيس ذات القبّة التساعية المعقّدة وأيضا قصور وكاتدرائيّات الكرملين.
على الجانب الشرقي للميدان المركز التجاري، وبجواره كاتدرائية كازان المنتعشة. الجانب الشّمالي يحْتَلّه متحف الدّولة التاريخي الذي تردد خلاصته تلك لأبراج الكرملين. البوّابة والكنيسة الصّغيرة الأسبانيّتان قد أُعِيدَ بناؤهما إلى الشمال الغربي.
الأثر المجسّم الوحيد على الميدان تمثال برونزي لكزما مينين ودميتري بوزهارسكاي الذي ساعد في تطهير موسكو من الغزاة البولنديين في 1612. بالجوار ما يسمى بلوبنوي ميستو، منصة دائرية حيث اعتادت المراسم العامة الحدوث. الميدان نفسه حوالي 330 مترًا (1100 قدمًا) للطول و 70مترًا (230 قدمًا) للعرض.

بانوراما الميدان الأحمر.

## وصلات خارجية
موقع رئاسة فيدرالية روسيا